# ミハイル・コンスタンチノヴィチ (ヴィテプスク公)
ミハイル・コンスタンチノヴィチ（ロシア語: Михаил Константинович、? - 1307年以前）は1270年代から1280年代にかけてのヴィテプスク公である。
ミハイルは13世紀の第三四半期からヴィテプスク公位にあった。なお、1280年代にはヴィテプスク公国はスモレンスク公国に接収されており、スモレンスク公フョードル(ru)はナメストニクを派遣してヴィテプスク公領を統治していた。
ミハイルによる統治に関しては、リガのマギストラト(ru)（ラテン語: Magistratusより）からの陳情書から推測される。マギストラトを通して、ドイツ人商人たちは、ヴィテプスク公の発した取引制限や、重量基準の変更などに反対の意志を示していた。また陳情書の中では、リガのドイツ人に対する圧迫や侮辱、強奪などについても述べられている。そのうえ、ミハイルの父コンスタンチンの統治期には、これらの問題は起きなかったとも指摘されている。
なお、陳情書は、この時期のヴィテプスク公国の歴史を知る唯一の史料でもある。また、当時のヴィテプスク（ヴィーツェプスク）の聖マルコ修道院も言及されている。
ミハイルの父コンスタンチンは詳細の不確定な人物であり、人物同定に諸説ある。もし父コンスタンチンがスモレンスク公国の分領公コンスタンチンと同一であるならば、ミハイルにはユーリーという兄弟がいたことになる。 